# Cleistes ionoglossa
Cleistes ionoglossa är en orkidéart som beskrevs av Frederico Carlos Hoehne och Schltr.. Cleistes ionoglossa ingår i släktet Cleistes, och familjen orkidéer. Inga underarter finns listade i Catalogue of Life.